# H2O - Apoi au fost 4
H2O - Apoi Au Fost 4 (cunoscut și sub numele Apoi au fost patru! sau drept ultima parte din CineTrilogia H2O - Adaugă Apă) (T.O.: Then There Where Four) este un episod special din sezonul al doilea al H2O - Adaugă Apă, al douăzecișiunulea - ca număr. În unele țări, precum România, a fost considerat un film pentru televiziune, ultima parte a CineTrilogiei H2O - Adaugă  Apă.

## Distribuția
- Rikki Chadwick - Cariba Heine
- Cleo Sertori - Phoebe Tonkin
- Emma Gilbert - Claire Holt
- Charlotte Wastford - Brittany Byrnes
- Lewis McCartney - Angus McLaren
- Zane Benet - Burgees Abernethy

### Secundare
- Craig Horner - Ash Dove
- Martin Vaughan - Max Hamilton
- Mathew Scully - Tânărul Max

## Povestea
Charlotte încearcă să determine dacă bunica sa Gracie chiar a fost sirenă. Accidental, aceasta descoperă bazinul cu lună. Ea le vede pe fete ca sirene, iar în final se aruncă în bazinul cu lună. A doua zi, Lewis încearcă să-i spună lui Charlotte să se despartă, dar ea îi arată că este sirenă. În unele țări, episodul se termină cu Cleo, care o vede pe Charlotte ca sirenă, în apă și fuge spre fete, pentru a-le spune. (altfel, o secvență din episodul următor)